# クリスタル・ボーイ
クリスタル・ボーイ (Crystal Bowie) は、寺沢武一の漫画『コブラ』、及びそれを基にしたアニメ作品などに登場する架空の人物。

## キャラクター概要
コブラ最大の宿敵にして海賊ギルドの幹部。ギルド本部の親衛隊長であり、裏切り者や任務に失敗した者の粛清が任務。超合金による金属質の坊主頭と骨格、特殊偏光ガラス（ライブ・クリスタル）の肉体を持つサイボーグ。媒体への露出という意味での初出は、『週刊少年ジャンプ』増刊号の読み切り連載2回目。一貫した作品世界での初登場は、週刊連載の「刺青の女（三姉妹）」編である。TV版での初登場は第3話。この時の戦いでコブラに一度倒されたものの、その後「死の商人」編で再登場を果たす。以後、コブラの宿敵として彼の前に立ちはだかり、過去にコブラとの間に因縁があったことも判明した（後述）。

## 性格・人物
性格は冷酷にして非情。「刺青の女」編では組織への裏切り行為が発覚したシュルツを容赦なく始末し、「死の商人」編では自分の情報をコブラに漏らした部下の女を「重大なミスを犯した」として液体窒素のプールに放り込んで凍結させ、右腕の鉤爪で殴りつけてバラバラに砕いている。「6人の勇士」編では、ブラック・ストーンを見つけ出して暗黒神アーリマンの力を手に入れると暗黒神の残忍さまで兼ね備え、探索を行わせていた「目」「耳」「鼻」と呼ばれる3人の女達をただちに殺している。
プロの殺し屋であり、「ザ・サイコガン」編で一匹狼の殺し屋となった際には雇い主のジプシードッグに対し、金で雇われれば誰だって殺すとも明言している。
初期エピソードの「刺青の女」編では、自分こそがネルソン・ロイヤルの遺産「最終兵器」の力で全宇宙を支配するに相応しい男だとする旨を語り、全宇宙の支配に興味を示していたが、その後の「6人の勇士」編ではコブラに対し「ギルドの宇宙支配などはどうでもいい」と語り、この時点では特に宇宙支配に興味を持つ様子は見受けられなかった。
サイボーグになる前、人間だった時は酒好きであると自ら語っており、「刺青の女」編や「ザ・サイコガン」編で実際に酒を飲んでいる。その様子を見た相手から「サイボーグに酒の味がわかるのか」と突っ込まれているが、本人の弁によれば「生身の体だったときのクセ」とのことである。

## 外見・身体的特徴など
旧アニメ版ではローブを纏っている。TV版では通常時､目は緑一色だが驚いた時などに赤い瞳孔が現れるようになっており、映画版では通常時、目は赤一色で黒い瞳孔が浮き出るようになっている。また、原作や新アニメ版では声を出している時も口を開くことはないが旧アニメ版では人間同様に口を開けて喋り、映画版では白い歯を見せて不気味な笑みを浮かべ、マグナムの弾丸を通さないボディの硬質さとともに刺さった弾丸を押し出す流体的特徴まで描写されている。
コブラ曰く「ガラス細工」。その言葉どおり、その特殊偏光ガラスの肉体が大きな特徴である。ボーイの弁によると、この特殊偏光ガラス製の体は超合金以上の強度であり、鉛の玉を跳ね返すほどの強さと女の肌のような柔らかさを併せ持つ。サイボーグのため、体をバラバラにされようとも頭を破壊されない限り、復活が可能。特殊偏光ガラスの身体はサイコガンを含むあらゆる光線兵器を屈折させ素通りさせる。だが、入射の角度によっては体内で反射して外に出てゆかず、「内臓」がダメージを受けてしまうこともある（「6人の勇士」編で判明）。コブラがパイソン77マグナムを、またサイコガンを使って義手を撃ち込んだ時にはさすがに体が破損し倒れた。特殊偏光ガラスである自分の体を使い自分の姿を反射投影することで「分身の術」を使うことができるが、整形後、海賊稼業を再開したコブラと作中で初対決の際に“間違い探し”の要領で破られ、以後の戦いで使用することはなかった。
右腕には伸縮および取り外し可能な鉤爪がついている。これにより多少距離が離れていても相手を攻撃することができ、ロケットパンチの要領で射出も可能。右腕への取り付けはナットを締める要領で行う。この鉤爪は特殊偏光ガラス製の肉体と共にボーイのトレードマークであり、本人曰く「オレの証明書」。初登場時に使っていた鉤爪にはビームガンが内蔵されていたが、これを発砲したために「分身の術」を見破られた。鉤爪状の右腕とは別に、普通の人間と同様の右腕もある。先述した酒を飲む時や、「刺青の女」編でジェーンを麻酔銃で捕まえるのに使用している。
映画版では、体内の肋骨を両刃の槍に変化させたものを武器として使用。偏光ガラスは通常は金色で、戦闘時には透明になって黄金の骨が透けて見え、頭部に至っては両目と幾つかの回路以外は完全に透明になる。
備考
近年の作品となるアーケード版やOVAなどの新アニメ版では、ボーイの体は3DCGでよりリアルな質感表現で描かれるようになった。
作者の寺沢によれば、ガラス状の体を持つキャラクターは少女漫画家時代に登場させようと考えられたが、少女漫画に出すのは憚られたためお蔵入りになり、『コブラ』を連載するにあたってリファインされたのがボーイとのことである。
なお、朝日ソノラマ発行の『地球へ…』（作：竹宮恵子）第一部総集編（雑誌サイズ）の巻末に記載された寺沢の短編作品に、ボーイの原型の一つと思しきガラス製の体をもつ人物が登場している。

## 劇中での活躍
読み切りではラスベガスステーションの支配人兼海賊として登場。このときのエピソードは週刊連載時にリメイク（コミックス4巻「黄金の男」）され、作中のクリスタルボーイの言動はハンマーボルトジョーに置き換えられることとなった。戦闘の経過、結末は週刊連載版と同じ。
「刺青の女」編の時点では海賊ギルド本部よりシュルツの下へと派遣された使者であり、立場的には彼より格下ながら、組織や自分への裏切り行為があった者に対してはそれが幹部であっても即決処刑出来る権限を有していた。ネルソンの遺産の独占を図り、ギルドを裏切ったシュルツを抹殺した後、自分が雇った殺し屋の植物人間・ターベージや部下をコブラやレディの反撃で失い、自身もシド宇宙港の戦いにて倒される。しかし頭部が無事だったことが幸いして復活を果たし、「死の商人」編では表向き自動車会社という皮を被った兵器密造業者、レオード社の社長ブライアン・リードに成りすます。この時は当初、体を人工皮膚で覆って生身の人間であるかのように装っており、新型のレーザーガンの材料に必要なダイヤをめぐってコブラと争った。ただし、TV版で映像化されたときにはブライアンの正体はボーイではなく、彼とは別人物の扱いだった。
その後「6人の勇士」編では暗黒神アーリマンの化身と化し、周辺のギルドのボスとして君臨、海賊ギルド親衛隊「ブラックシープ（黒羊）」を率いることとなる。暗黒神の影響で人や物を宝石に凝縮・復元する能力を得た他、精神にも変化が見られ、コブラは「（以前の）お前は冷酷だが、残忍ではなかった。今のお前はアーリマンに乗っ取られている」と評した。光明神アフラ・マスダの力を受けたコブラ達6勇者と対決し、コブラとの激闘の末にボーイは敗北。ブラックシープも「6人の勇士」の前に壊滅させられ、ギルドにも多大な損害を与えた。
「6人の勇士」編で明かされたところによれば、コブラが左腕を失ったのはこのエピソードの15年前に彼によって斧で打ち落とされた為である（「黒竜王」編でも、人生で初めて真の“恐怖”を味わわされた相手「斧使い」としてコブラの記憶に登場している）。その容姿は口のない顔に牛のような角を持つ、マントを羽織った筋肉質の大男で、真っ黒でぼんやりした悪魔のようなイメージで描写されているため、細部はよくわからない。拳銃を失った（ホルスターに入っていない、当人も握っていないのでどこかで落としたらしい事が分かる）コブラを追い回し、左腕を斧で切り落とすものの、コブラの反撃で自身の斧を胴体に受け生身の体を失う。その身をサイボーグ化して蘇生するが、自分がサイボーグになる原因を作ったのが整形前のコブラであることは記憶から消していた。そのため、時系列的にはその後の出来事となる初期エピソードの「刺青の女」編において、整形後のコブラがサイコガンを使用しているのを見てコブラが顔を変えたことに気付き、その存在については知っていたものの整形前の彼が自分を殺した相手であることに気付いていなかった。またコブラも、初対面の際に「墓場だけあって妙なバケモノが出て来た」と評しているように、左腕と引き換えに自分が倒した相手がサイボーグになって蘇ったとはこの時まで気づかなかった。しかもコブラに対して直接名乗るシーンは存在しない。名前の初出は刑務所に目付としてやって来て、シュルツがそれを看守に知らされるシーン。
「ザ・サイコガン」編ではギルド所属の一匹狼の殺し屋として再登場。クリフ・ボールド伯爵（ジプシードッグ）に雇われた殺し屋としてコブラと戦い、また「宇宙創造の秘密」の鍵を握るユートピアをも狙う。コブラと海賊ギルドとの因縁の始まりであるロイヤル三姉妹については、知ったような口を利くユートピアに対し、自分が3人全てを殺したかのように言い放ってコブラとの「深い仲」を誇示した。終盤、コブラとユートピアの前に現れたボーイはコブラと激戦を繰り広げた末に彼を追い詰めるが、加勢したユートピアによって高圧電流の中へと突き落とされた。ボーイはなおも這い上がってコブラ達に襲い掛かるが体が脆くなってひび割れ、それを見たコブラはとっさにユートピアのブーツに仕込まれたサウンド・ウェーブ・ボンバー（起振爆弾発射砲）を起動させると、ボーイの肉体に亀裂が走った。コブラがボーイ目掛けサイコガンを連射すると、ボーイの肉体に生じた亀裂は全身に及んでいき、最後は全て粉々となり砕け散った。残されたのは無数のクリスタルの破片と、原形を留めていた鉤爪の右腕だけだった。

### 映画版
第7銀河の死滅した惑星・ミロスの鍵を握る「フラワー三姉妹」を巡り、コブラと対峙。三姉妹の次女・キャサリンとは恋仲であり、彼女を通じて長女のジェーンを殺害、更に三女のドミニクをも殺害する。その目的はギルドの「ゴッド」と呼ばれる指導者の命令により、ミロス星を第7銀河の太陽と衝突させて第7銀河そのものを消滅させる事であり、それによってギルドの絶対的な力を宇宙に知らしめる事であった。また、キャサリンには自身の骨をサークレット状にして頭部に付ける事で彼女の精神を支配していた。
戦闘力ではコブラを完全に圧倒している上にサイコキネシスや催眠術等の超能力をも操り、更に原作ではある程度効果があったパイソン77のマグナム弾すら全く通用しないなど桁違いの強さを誇った。そのため正攻法ではコブラは一度も勝てなかったばかりか、シド刑務所の戦いでは完敗している。最終的にはボーイがドミニクを殺害する時に放った槍をサイコガンの銃口に挿し込んで、サイコガンを槍ごと撃ち込む事（固体弾＋サイコエネルギー）でようやく倒している。死亡後は身体を構成する偏光ガラスは液状に融解していった。

## 名前
「ボーイ」と呼ばれるが「少年」（boy）という意味ではなく、原作者の寺沢によるとイギリスのミュージシャン、デヴィッド・ボウイ（bowie）にちなんだ命名である。またデヴィッド・ボウイのボウイはナイフのボウイであり、俗語で切れ味が鋭いといった意味合いもある。転じて、鉤爪状の腕を持つボーイのキャラクター性を表現している。なお、アーケード版のキャラクター紹介ではクリスタルボウイと記載されている。また、過去には「CRYSTAL BOY」という表記でフィギュアが商品化されていたこともある。

## 声を担当した声優
- 睦五郎（映画版『SPACE ADVENTURE コブラ』）
- 小林清志（TV版『スペースコブラ』、アーケード版『コブラ・ザ・アーケード』他）
- 玄田哲章（PCエンジン用ゲーム『コブラII 伝説の男』）
- 戸谷公次（プレイステーション用ゲーム『コブラ・ザ・シューティング』）
- 東地宏樹（『COBRA THE ANIMATION』）